# Koray Candemir
Orçun Koray Candemir (Isztambul, 1975. augusztus 7.): 2008-ig a Kargo nevű török rockegyüttes énekese. 2009 óta a maSKott együttes frontembere. 2001-ben jelent meg Sade című albuma. Szerepelt a nemzetközileg is elismert Ferzan Özpetek Tudatlan tündérek c. filmjében is. Az isztambuli Yıldız Műszaki Egyetem mérnöki karán tanult.

## Diszkográfia
A Kargo együttessel
- Kargo#Diszkográfia

Szólóalbumok
- Sade (2001)
- Yarım Kalan (2013)
- Son (2016)
- İhtimaller (2020)

A MaSKott együttessel
- Tuval (2010)

## Filmográfia
- Tudatlan tündérek, 2001